# پکس (ویرجینیای غربی)
پکس(به انگلیسی: Pax) شهری در ایالت ویرجینیای غربی کشور ایالات متحده آمریکا است که جمعیت آن در سرشماری سال ۲۰۱۰ میلادی، ۱۶۷ نفر بوده‌است.